# Johann Esche

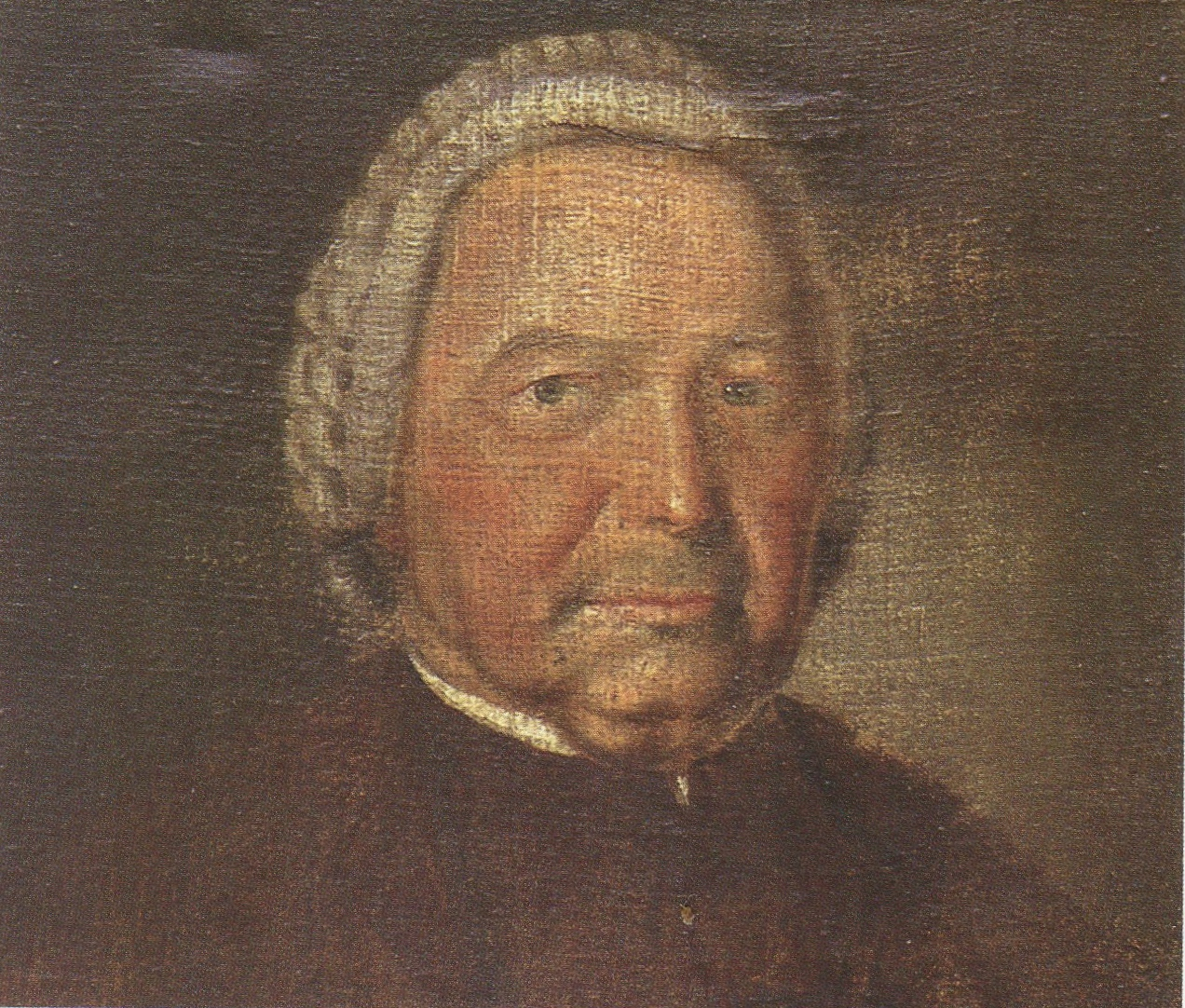
Johann Esche, Kopie von 1905 eines undatierten Gemäldes

Johann Georg Esche (* Anfang Mai 1682 in Köthensdorf; † 30. Januar 1752 in Limbach) war ein deutscher Strumpfwirker und Unternehmer, der in Limbach die Seidenstrumpfwirkerei einführte.

## Biografie
Johann Esche wurde Anfang Mai 1682 in Köthensdorf als Sohn des Schwarzfärbers Hanß Esche (1646–1715) und Magdalena Winkler (1647–1696) geboren. Sein genaues Geburtsdatum ist unbekannt, gesichert ist seine Taufe am 3. Mai 1682 in Taura. Als 17-Jähriger kam er mit seiner Familie nach Limbach, als sein Vater durch einen Grundstückstausch 1699 in Limbach die Färberei am Markt erwarb. 1701 und 1703 ist Johann Esches Tätigkeit als Formenstecher in der Färberei seines Vaters nachgewiesen. Aus Holz und Kupfer stellte Johann Esche zu dieser Zeit Formen für das Bedrucken der Leinwanderzeugnisse der örtlichen Leineweber her. Ungefähr zu dieser Zeit muss Johann Esche auch angefangen haben, als Strumpfwirker zu arbeiten, wahrscheinlich zur Herstellung von groben Schafwollstrümpfen auf sogenannten Walzenstühlen. 1703 heiratete Esche Rosina Fuchs (1682–1749) aus Oberfrohna. Das Paar bekam vier Söhne und eine Tochter: Johann Christoph (1704–unb.) war Organist in Claußnitz, Anna Rosina (unb.–1749) heiratete den Limbacher Wirker Christoph Winter, Johann David (1709–1782) übernahm 1752 den Betrieb seines Vaters, Johann Georg (1713–1792) war Handelsmann in Chemnitz und Johann Michael (1719–unb.) brachte von seinen Reisen durch Holland und Paris neues Wissen mit, „daß er einen Versuch thut, nebst der baumwollenen Waare auch pur Seidene zu fabriciren“, wie es 1744 hieß.
1727 wurde Johann Esche erstmals in den Limbacher Kirchenbüchern als Stuhlmacher aufgeführt, 1732 wurde erstmals erwähnt, dass er auch Seide verarbeitete. Wie es dazu gekommen sein soll, schilderte 1804 Friedrich Gottlob Leonhardi: 

„Mit Anfang des vorigen Jahrhunderts war in Dresden der einzige seidene Strumpfwirkerstuhl im ganzen Lande, auf welchem ein Franzose würkte. Zu diesem schickte der damalige Besitzer von Limbach, ein Herr von Schönberg, der sich wegen des Landtages in Dresden aufhielt, seinen Bedienten, einen Strumpfwirkergesellen, mit Namen Esche, daß er ihm ein Paar Strümpfe kaufen sollte. Dieser Esche besah sich bey dieser Gelegenheit den Stuhl und die Arbeit darauf so genau, daß er bei seiner Nachhausekunft in Limbach sich einen Stuhl baute und den Vorsatz faßte, ähnliche Arbeiten zu liefern. Allein, da seinem überaus glücklichen Gedächtnisse doch etwas entfallen war, so bat er seinen Herrn, ihn gelegentlich noch einmal hinzuschicken und entdeckte demselben seinen Plan. Darauf schickte er ihn sogleich zu dem Franzosen, und Esche baute seinen Stuhl fertig. Sein Herr entließ ihn nun seiner Dienste, unterstützte ihn mit ansehnlichen Vorschüssen und Esche, der jährlich schon für 30000 Thaler Seide verarbeiten ließ, ward der Stifter dieser wichtigen Manufactur, welche seine Familie noch jetzt mit vielem Glück forttreibet.“

Für die nächsten etwa 20 Jahre waren Johann Esche und sein Schwiegersohn Christoph Winter die Einzigen in Limbach, die sowohl Woll- als auch Seidenware herstellen konnten. Sie besaßen zwei verschiedene Wirkstühle für diese Waren. Dietrich Esche geht davon aus, dass sie zunächst Seide minderer Qualität verwendeten, z. B. Florettseide, und erst nach der dreijährigen Reise Johann Michael Esches das nötige Wissen hatten, um reine französische und italienische Seide zu verarbeiten. Es ist davon auszugehen, dass Johann Esche einige Mitarbeitende beschäftigte und weiterhin Wirkstühle baute.
1735 gründeten 15 Mitglieder in Limbach eine Strumpfwirkerinnung, im Folgenden gab es nun in Limbach auch „Wirkereimeister“ – allerdings wurde die Innung nicht staatlich anerkannt. Johann Esche wurde in der Innung als Obermeister, ab 1740 als Direktor geführt. Das Wirkereiwesen in Limbach erlebte einen erheblichen Aufschwung, junge Wirker zogen nach Limbach. Georg Anton von Schönberg (1703–1755), Nachfolger von Anton III. von Schönberg, erschloss neues Bauland, seine Ehefrau Helena Dorothea von Schönberg förderte den Bau von Strumpfwirkersiedlungen.    

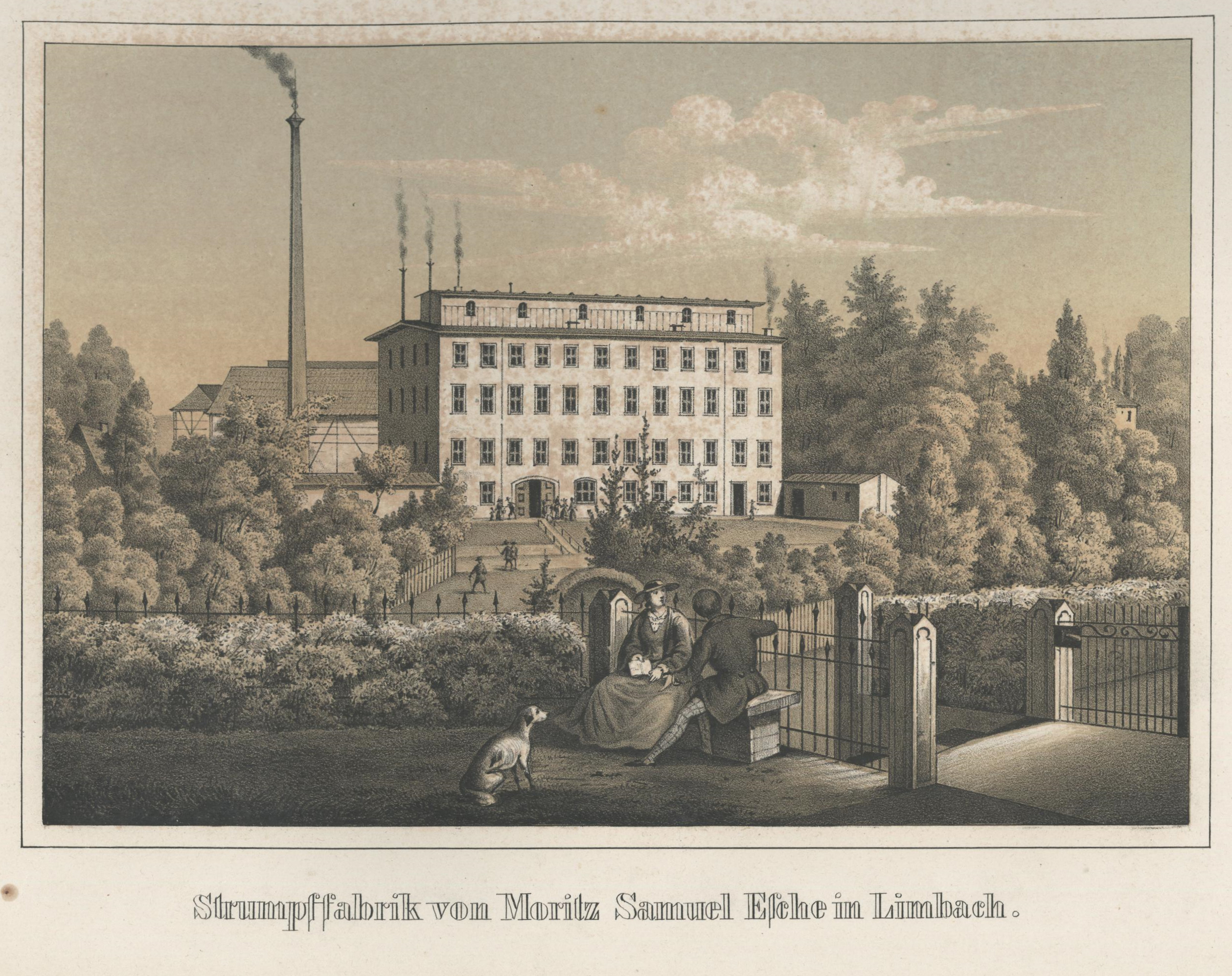
Strumpffabrik von Moritz Samuel Esche in Limbach, 1856

1752 starb Johann Esche. Sein Sohn Johann Michael war 1746 in den Raum Ehrenhain bei Altenburg gezogen und dort Seidenmanufakteur geworden. Sein anderer Sohn Johann David Esche heiratete 1733 im nahen Rußdorf, initiierte als „Strumpf- Seiden- u. Wollenfabricant“ die dortige Strumpfwirkerinnung und wurde 1750 „Hochfürstlich Sächsisch-Gothaischer Hoflieferant“. Nach dem Tod seines Vaters kehrte er nach Limbach zurück und führte den Betrieb seines Vaters fort. 1763 arbeiteten zehn Seidenstrumpfwirkermeister für die Manufaktur in der Moritzstraße, die er nach dem Tod seines Vaters gegründet hatte und kontinuierlich erweiterte. Nach seinem Tod 1782 übernahm wiederum sein Sohn Johann David Esche jun. (1756–1812) den Betrieb. Durch die Französische Revolution versiegte um 1800 allerdings die Nachfrage nach Seidenstrümpfen. Johann David Esche juniors Bruder Johann Samuel Esche (1746–1834) errichtete nebenan eine eigene Strumpfwirkerei, allerdings mit einem Fokus auf Baumwolle.
1870 verlagerten Johann Samuels Nachfahren Theodor und Julius Esche die Fabrik nach Chemnitz, die Firma Moritz Samuel Esche wurde im 19. Jahrhundert zu einem der größten Strumpfhersteller Deutschlands.

## Ehrung

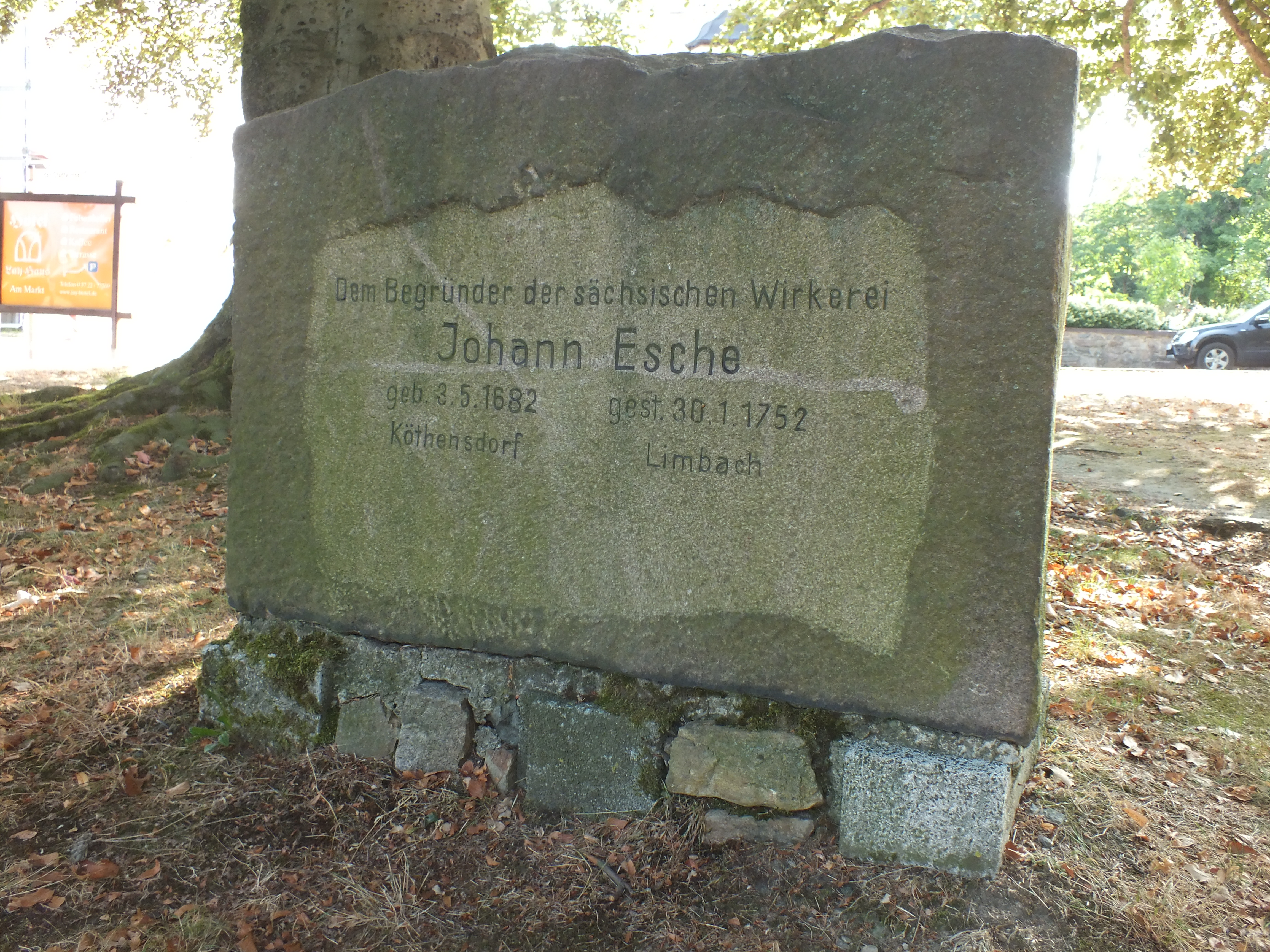
Gedenkstein für Johann Esche in Limbach-Oberfrohna

Bereits zu Lebzeiten genoss Johann Esche hohes Ansehen. Bei Reparaturen am Limbacher Turmknopf wurde im Sommer 1744 ein Text hinterlegt, der unter anderem folgenden Abschnitt enthält: „Sonderlich haben wir dieses Ortes Gottes-Güte zurühmen, die sich einige Jahre daher durch eine gesegnete Strumpff-, Seiden- und Wollen-Fabrique veroffenbaret hat, welche unter der Direction Herr Johann Eschens, eines angeseßenen, wackern, unbetrüglichen und dienstfertigen Mannes sich angefangen hat, u. auch bis daher mitt göttl. Seegen glücklich fortgesetzet worden, also, daß bey, um und neben uns, ja über Meilenweiße, außer uns, mit würcken, spinnen, nähen sehr viele Menschen beyderley Geschlechts davon profitiren und ihr Brod dabey finden.“
Im Fabrikgebäude von Johann Esches Nachfahre Traugott Reinhold Esche (1789–1862) entstand im 20. Jahrhundert das Esche-Museum. 1952 stiftete die Stadt Limbach-Oberfrohna einen granitenen Gedenkstein für Johann Esche nahe der Stadtkirche. Er trägt die Inschrift „Dem Begründer der sächsischen Wirkerei“.